# 海洋奇缘
《海洋奇缘》是一部2016年美國音樂奇幻喜劇冒險電影。華特迪士尼動畫工作室製作、華特迪士尼影業所發行，由羅恩·克萊門茨和約翰·馬斯克聯合執導。本片是第56部迪士尼經典動畫長片。主要配音員有奧莉伊·卡拉瓦爾侯、巨石強森、芮秋·豪斯、泰姆拉·莫里森、杰梅奈·克莱门特、妮可·舒辛格及阿蘭·圖代克。
電影起初定在2018年上映，後改為2016年11月23日。上映时，在正片前加映7分鐘短片《理性與感性》。電影獲得媒體與影評界的正面評價，其中視覺動畫、配音演出、主題、劇情、音樂備受稱譽，但也有評論認為涉及波利尼西亞文化刻劃的部份有誤且有所冒犯。本片同時獲得包含第89屆奧斯卡金像獎的最佳動畫長片和最佳原創歌曲提名在內的眾多獎項提名。還在安妮獎的六項提名中贏得兩個獎項。續集《海洋奇緣2》於2024年11月27日在美國上映。

## 劇情
故事背景在波利尼西亞的莫圖努伊島上，一位酋長的女兒「莫娜」的祖母塔拉正在和小孩們敘說一個傳說故事：世界初開始只有一片浩瀚的汪洋，直到海洋之母「塔菲緹」來到人間創造了一切。居民們崇拜自然女神「塔菲緹」，她用一塊紐西蘭玉作為她的心臟和力量的源泉，為海洋帶來了生命。然而有壞人想偷取塔菲緹的心，妄想得到創造萬物的力量，風與海的變形半神、持有魔法魚鉤的半神人「毛伊」穿過浩瀚大海來到塔菲緹的島，成功偷取了塔菲緹的心。毛伊在逃跑時遇到另一位也想偷取心的惡魔「帖卡」，毛伊從空中被擊落，從此消失無蹤，有一天，沒了心的塔菲緹開始瓦解並釋放出可怕的黑暗，而他的魔法魚鉤也跟著塔菲緹的心一起沉入大海。
直到過了一千年的現在，帖卡跟其他惡魔仍在尋找那顆心，而那些隱藏在陰影下的黑暗也依然在四處擴散，使一座座島的生命枯竭直到世界崩壞。海洋選擇了莫圖努伊酋長圖伊的女兒莫娜，將心還給了塔菲緹。但圖伊和莫娜的母親賽娜，試圖讓她遠離海洋，讓她準備成為島上的酋長。十六年後，一場枯萎病襲擊了島上，殺死了植被，減少了漁獲量。莫娜建議越過島上的珊瑚礁去尋找更多的魚並了解發生了什麼，但圖伊禁止這樣做。莫娜試圖征服珊瑚礁，但卻被滔天大浪征服返回莫圖努伊島的海難上。
那天下午，莫娜的祖母塔拉向她展示了一個秘密洞穴，揭示了他們的人民是航海者，直到毛伊偷走了塔菲緹的心。沒有了塔菲緹的心，海洋就不再安全，人民也不再出海。塔拉祖母解釋說帖卡的黑暗正在毒害島嶼，但如果莫娜找到毛伊並讓他歸還塔菲緹的心，就可以讓海洋恢復生機。塔拉從海洋中獲得了塔菲緹的心，並說這是拯救她的人民的唯一方法。將其交給了莫娜。她去找她的父親，告訴他祖母告訴她的話，但他不聽，並認為這是她離開島嶼的另一個藉口。塔拉後來病倒了，臨終前告訴莫娜她必須離開去尋找毛伊。
莫娜和憨憨一起從洞穴中乘坐Camakau啟航，但在一場颱風中，海浪掀翻了她的帆船並將她擊昏了過去。第二天早上，她在毛伊居住的小島上醒來，在島上她找到了吹噓自己成就的毛伊。她要求毛伊歸還心臟，毛伊分散了莫娜的注意力後把她困在了一個山洞裡。他偷走了她的帆船。她逃離洞穴後，海洋將莫娜送回帆船上與毛伊對質，毛伊不情願地讓她登上帆船。他們遭到椰子海盜的襲擊，憨憨吃掉心臟後被椰子海盜帶走，但莫娜和毛伊智取了他們並帶回憨憨。莫娜意識到毛伊偷走了心臟並詛咒了世界，他不再是英雄，並說服他通過歸還心臟來贖回自己。毛伊首先需要從巨型椰子蟹塔馬托那裡取回他在怪獸王國拉羅泰的神奇魚鉤. 當莫娜分散塔馬托的注意力時，毛伊取回了他的鉤子，卻發現自己無法控制自己的變身能力。他被塔馬托壓制了，但莫娜的敏捷思維讓他們得以用鉤子逃脫。毛伊透露，他的第一個紋身是在他的凡人父母遺棄他還是嬰兒時獲得的，而眾神憐憫他，賦予了他力量。從莫娜那裡得到信任後，毛伊教她航海的技術，毛伊也重新控制了他的力量，兩人越來越親近。
他們到達了塔菲緹島，卻遭到了帖卡的襲擊。莫娜拒絕回頭，導致毛伊的魚鉤嚴重受損。毛伊不願再與帖卡的另一次對抗中失去法力，離開了莫娜，莫娜淚流滿面地要求海洋尋找其他人恢復心臟並失去希望。大海接受並奪走了她的心，但塔拉的靈魂出現了，激勵莫娜找到她真正的使命。她取回心臟並駛回與帖卡的對峙中。毛伊回來並改變了主意與帖卡戰鬥，幫助莫娜爭取時間找到塔菲緹，在此過程中帖卡摧毀了他的鉤子。莫娜在無法找到塔菲緹之後，意識到帖卡就是塔菲緹，塔菲緹沒有她的心被腐化了。海洋為莫娜掃清了道路，讓她將心臟歸還給塔菲緹，治癒了海洋和枯萎的島嶼，並給了毛伊新的魚鉤。
莫娜告別毛伊和塔菲緹，回到她的島上與父母團聚，一切都恢復了正常，村民們回到隱藏的洞穴中釋放船隻。莫阿娜將她的貝殼放在石頭堆上作為新的酋長，並與其他村民一起啟航尋找新的島嶼，莫娜帶領她的人民繼續航行。毛伊也變成鷹與莫娜和她的人民一起同行。

## 配音员
| 配音                                                        | 配音                                        | 配音                                                                                       | 配音 | 配音 | 角色                  |
| 美國                                                        | 夏威夷                                      | 台灣                                                                                       | 香港 | 中国大陸 | 角色                  |
| ----------------------------------------------------------- | ------------------------------------------- | ------------------------------------------------------------------------------------------ | --- | --- | --------------------- |
| 奧莉伊·卡拉瓦爾侯 露易絲·布西（幼年，美國）                 | 奧莉伊·卡拉瓦爾侯 露易絲·布西（幼年，美國） | 曾詩淳 吴以悠（唱） 曾郁涵（幼年） 梁樂平（幼年 唱）                                       | 蘇麗珊 莫芊芊（幼年） 傅舜盈（幼年 唱）                                                                                            | 刘美麟 王艺璇（幼年） | 莫娜（Moana）         |
| 巨石強森                                                    | 開普·貝克 以利亞·凱伊肯那·斯坎蘭（唱）      | Matzka                                                                                     | 張繼聰 杜偉恆（唱） | 图特哈蒙 刘世超（唱） | 毛伊（Maui）          |
| 蕾秋·豪斯                                                   | 蕾秋·豪斯                                   | 崔幗夫                                                                                     | 雷思蘭 | 劉芊含 李琪（唱） | 塔拉祖母（Tala）      |
| 特穆拉·莫里森 克里斯多夫·傑克遜（唱，美國）                 | 特穆拉·莫里森 克里斯多夫·傑克遜（唱，美國） | 夏治世 謝文德（唱）                                                                        | 高翰文 黃偉年（唱） | 藤新 孟京辉（唱） | 圖伊（Tui）           |
| 杰梅奈·克莱门特                                             | 杰梅奈·克莱门特                             | 王希華 梁世達（唱）                                                                        | 梁祖堯 | 李楠 马智（唱） | 塔馬托（Tamatoa）     |
| 妮可·舒辛格                                                 | 妮可·舒辛格                                 | 龍顯蕙 梁世韻（唱）                                                                        | 邵美君 | 伍鳳春 张飞宇 （唱） | 賽娜（Sina）          |
| 艾倫·圖克                                                   | 使用原音                                    | 使用原音                                                                                   | 使用原音 | 使用原音 | 憨憨（Heihei）        |
| 奧斯卡·奈特利                                               |                                             | 賈文安                                                                                     | 郭湛深 | 郝祥海 | 漁夫（Fisherman）     |
| 艾倫·圖克 特洛伊·伯拉馬魯 普阿妮·卡拉瓦爾侯（奧莉伊的媽媽） |                                             | 李勇 劉安 孫中台 龍顯蕙                                                                    | 楊展鵬 蔡岳明 盧傑群 | 李铫 王晗嘉宝 林强 | 村民（The Villagers） |
|                                                             |                                             | 張至超 馬伯強 孫若薇 陳宗岳 姜先誠 高嘉鎂 林筱玲 呂筱薇 曾增漢 張允辰 林妍希 黃秀偵 陳思涵 | 周小君 沈鳳 彭祖容 梁偉基 袁永軒 黃偉年 傅舜盈 陳樂謙 吳瑋略 李譽軒 黃瑞蘭 朱燊霆 繆碧欣 何毅鴻 趙錦標 周尚文 姜汝廷 莊巧兒 鄭頴園 | 小丹丹 佟心竹 张景尧 李奕萱 侯奕晨 郭佳一 李艾米 夏茂然 刘子琛 张以晅 裴俊一 赵宇诺 王馗臣 李潇潇 田斯斯 王笑文 岳定辉 彭博 杨炅翰 | 其他（Others）        |

## 製作

### 概念
2009年，經執導《公主與青蛙》後，羅恩·克萊門茨和約翰·馬斯克開始著手改編泰瑞·普萊契的小說《死神學徒》。然而由於無法獲得電影改編版權，他們最終未能繼續製作該項目。為了避免類似情況再次發生，兩人提出三個原創故事構思，其中之一最終獲得批准。而《海洋奇缘》構思的誕生可追溯至2011年，當時馬斯克開始深入研究波利尼西亞神話，並對半神毛伊的英雄事蹟產生了濃厚興趣。他認為波利尼西亚人豐富的文化和歷史背景，為改編動畫電影提供了絕佳的素材。隨後，馬斯克與克萊門茨共同撰寫了故事大綱，並將其提交給約翰·拉薩特，後者建議他們深入進行文化調研。
2012年，克萊門茨和馬斯克前往斐濟、薩摩亞和大溪地進行實地考察，與當地居民進行交流，並深入了解南太平洋地區的文化特色。最初，他們的計劃是將電影完全聚焦於毛伊這一角色，但在調研過程中所獲得的靈感，促使克萊門茨提出一個全新的構想：將故事的主角改為一名酋長的年輕女兒。
在研究當地文化的過程中，克萊門茨和馬斯克發現，波利尼西亞人的航海活動大約在三千年前突然停止，這一現象引起了他們的興趣。考慮到玻里尼西亞人的航海傳統自公元前300年左右便已經開始，這一傳統遠早於歐洲的航海探索。當地居民在外來者到來之前，已經對世界有了深入的認識。以夏威夷族為例，他們不僅了解遙遠島嶼的存在，還為這些島嶼命名，並通過探索這些島嶼來促進社會的發展。這種航海傳統建立在以個人經驗為基礎的地理知識體系上，而非歐洲採用的座標系統。
至於玻里尼西亞人遠洋航行的突然中斷，目前學者們尚無確定的解釋。一些學者推測，氣候變化可能改變了海洋洋流和風向，從而影響了航行的可行性。大約一千年後，玻里尼西亞人重新開始遠洋航行。克萊門茨和馬斯克因而將電影故事背景設置在兩千年前的這一時期，故事發生在中太平洋的一個虛構島嶼，該島的文化元素取材於斐濟、薩摩亞和湯加等現實島嶼。然而，值得注意的是，電影中的莫圖努伊島，實際使用了位於智利島復活節島南部的一個真實小島的名稱。
在電影長達五年的開發和製作過程中，克萊門茨和馬斯克聘請了來自南太平洋地區的專家組成「海洋故事顧問團」，以確保電影在文化呈現上的準確性和敏感性。顧問團對毛伊的禿頭形象以及他因憤怒而丟椰子的情節提出了異議。最終，毛伊的形象被修改為長髮，並刪除了該場戲。2015年在D23博覽會上，迪士尼介紹了即將上映的動畫電影，並首次透露主角莫娜的姓氏為「威基基（Waialiki）」，但最終版本中並未保留這一名稱。

### 劇本
最初的劇本由塔伊加·維迪提負責撰寫。然而維迪提在2012年因返回紐西蘭專心迎接第一個孩子並製作電影《吸血鬼家庭屍篇》而退出了製作。多年後，他幽默地表示，唯一保留下來的原稿部分是一行場景描述：「海洋——白天」。最初的劇本圍繞莫娜作為家中唯一的女兒，並擁有五六個兄弟的家庭設定，並將性別作為故事的核心主題。然而這一設定最終被刪除，導演認為故事應專注於莫娜的自我探索之旅。隨後的版本中，設計了莫娜的父親希望重啟航海傳統的情節，但為避免父親的角色搶過莫娜的風頭，劇情最終改為父親反對航海。編劇潘蜜拉・李本後來提議加入祖母角色，讓她成為指引莫娜連接古老傳統的導師。另一個版本中，曾描繪了莫娜為了營救在海上失蹤的父親而冒險的故事，但這段情節最終只在父親的背景故事中作為細節保留。
在早期草案中，帖卡（Te Kā）的名字最初定為「Te Pō」，這一名稱源自毛利神話中的死亡女神軒尼奴依蒂寶。軒尼奴依蒂寶原是曙光之女軒妮蒂達瑪（Hine-titama），但在發現丈夫塔內亦是其父後，她轉變為死亡女神。傳說中，毛伊曾試圖擊敗她以賦予人類永生，但最終失敗並喪命。
在電影的製作過程中，亞倫和喬丹·坎德爾在關鍵時期加入團隊，為電影的情感架構增添深度性。他們對劇本的貢獻包括描繪莫娜與毛伊的關係、序幕、航海者洞穴、椰子海盜以及塔馬托等角色設計。最終的劇本由傑瑞·布希獨自完成。
2015年，當電影從開發階段進入製作階段時，團隊發現一些主要的故事問題。同時相比传统动画，电脑动画電影的製作周期較短，且動畫團隊規模更大（本片約有90位動畫師）。由於克萊門茨和馬斯克已經每天工作12小時（包括周六）指導如動畫團隊，《大英雄天團》的導演湯·哈爾和克里斯‧威廉斯以聯合導演的職務加入製作團隊，並協助解決劇情問題。其中在電影中，莫娜與毛伊遭遇塔馬托的場景向《瘋狂麥斯：憤怒道》致敬。

### 選角
製作團隊在篩選了數百位來自太平洋地區的候選人後，最終選中了14歲的高中生奧莉伊·卡拉瓦爾侯擔任莫娜的配音員。當時莫娜的面部設計和角色性格已經完成，而卡拉瓦爾侯與角色樣貌的相似性純屬巧合。在動畫製作過程中，迪士尼的動畫師將卡拉瓦爾侯的肢體動作融入到莫娜的行為中，使角色更加生動。毛伊的角色則由巨石強森獻聲。
大多數主要角色的配音演員擁有玻里尼西亞血統：卡拉瓦爾侯（莫娜）和妮可·舒辛格（莫娜的母親賽娜）來自夏威夷，擁有夏威夷族血統；巨石強森（毛伊）、奧斯卡·凱特力（漁夫）和特洛伊·波拉馬魯（村民1號）擁有薩摩亞血統；來自紐西蘭的瑞秋·豪斯（莫娜的祖母塔拉）、泰姆拉·莫里森（莫娜的父親圖伊）和杰梅奈·克莱门特（Tamatoa）則擁有毛利人血統。

### 動畫
《海洋奇緣》是克萊門茨和馬斯克首度執導的電腦動畫電影。選擇使用電腦動畫的原因之一，是因為海洋等環境在CGI的呈現下更加生動且具表現力，相較於傳統手繪動畫更具視覺效果。此外，製作團隊認為三維電腦動畫特別適合呈現南太平洋人民臉部「優美的雕塑感」。艾瑞克·戈德堡負責為毛伊的刺青製作手繪動畫。在早期開發階段，製作團隊曾考慮過全面使用傳統手繪動畫製作，但最終僅有毛伊的刺青部分使用手繪動畫技術。
電影的製作是在北好萊塢的一座臨時改造的大型倉庫中進行的（與《動物方城市》同時製作），因為迪士尼動畫位於柏本克的總部大樓正在翻修。馬斯克指出，這一情況與《小美人魚》類似，後者的製作也曾在倉庫中完成。電影最終於2016年10月20日正式完成製作。

### 音樂
《海洋奇緣》電影原聲帶於2016年11月18日華特迪士尼唱片發行。歌曲由奧佩塔亞·福、馬克·曼奇納（曾參與《泰山》和《熊的傳說》的製作）以及林-曼努爾·米蘭達共同創作，配樂由曼奇納編寫。歌詞使用英語、薩摩亞語和托克劳语演唱。
原聲帶曾在《告示牌》200強榜單中排名第二。其中一首歌曲《海洋之心》由米蘭達作詞作曲，並獲得第89屆奧斯卡金像獎最佳原創歌曲提名。
| 歌曲 | 歌曲                                                    | 歌曲                                              | 歌曲                                      | 歌曲 |
| 美國 | 香港                                                    | 臺灣                                              | 中国大陆                                  |      |
| --- | ------------------------------------------------------- | ------------------------------------------------- | ----------------------------------------- | ---- |
| Where you are 演唱：Christopher Jackson, Rachel House, Nicole Scherzinger, Auli'i Cravalho ，Louise Bush | 我們這一家 演唱：蘇麗珊、邵美君、雷思蘭、傅舜盈、黃偉年 | 歸宿 演唱：謝文德、崔幗夫、梁世韻、梁樂平、吳以悠 | 我的家 演唱：刘美麟、张飞宇、李琪、孟京辉 |      |
| How Far I'll Go 演唱：Auli'i Cravalho                                                                    | 尋我的路1 演唱：蘇麗珊                                  | 揚帆出發 演唱：吳以悠                             | 能走多远 演唱：刘美麟                     |      |
| We Know The Way 演唱：Opetaia Foa'i ， Lin-Manuel Miranda                                                | 探索旅途1 演唱：黃偉年                                  | 家的方向 演唱：謝文德、許書豪                     | 千山万水 演唱：孟京辉                     |      |
| How Far I'll Go(Reprise) 演唱：Auli'i Cravalho                                                           | 尋我的路2 演唱：蘇麗珊                                  | 揚帆出發 演唱：吳以悠                             | 能走多远（重奏） 演唱：刘美麟             |      |
| You're Welcome 演唱：Dwayne Johnson                                                                      | 唔該我 演唱：杜偉恆                                     | 不客氣 演唱：MATZKA                               | 不客气 演唱：刘世超                       |      |
| Shiny 演唱：Jemaine Clement                                                                              | 一身光閃 演唱：梁祖堯                                   | 閃亮 演唱：梁世達                                 | 闪亮 演唱：马智                           |      |
| I am Moana 演唱：Rachel House ，Auli'i Cravalho                                                          | 是我慕安娜（這遠古故事） 演唱：蘇麗珊、雷思蘭                 | 我依舊是我 演唱：崔幗夫、吳以悠                   | 我是 演唱：李琪、刘美麟                   |      |
| Know Who You Are 演唱：Auli'i Cravalho                                                                   | 從此找到你 演唱：蘇麗珊                                 | 原來的你 演唱：吳以悠                             | 你是谁 演唱：刘美麟                       |      |
| We Know The Way（Finale） 演唱：Opetaia Foa'i ， Lin-Manuel Miranda                                      | 探索旅途2 演唱：黃偉年                                  | 家的方向 演唱：謝文德、許書豪                     | 千山萬水（片尾曲） 演唱：孟京辉           |      |

| 電影片尾曲版本                     | 電影片尾曲版本 | 電影片尾曲版本       | 電影片尾曲版本          |
| 美國                               | 香港           | 臺灣                 | 中国大陆                |
| ---------------------------------- | -------------- | -------------------- | ----------------------- |
| How Far I'll Go 演唱：Alessia Cara | 使用原音       | 海洋之心 演唱：A-Lin | 海洋之心 演唱：吉克隽逸 |

## 發行
在上映之前，片方於2016年6月12日在華特迪士尼動畫工作室官方YouTube頻道發布預告片。

### 評價
電影獲得好評居多。爛番茄基於287條評論，新鮮度高達95%，平均評分為7.9/ 10，該網站影評家共識寫道：「憑藉其豐富的動畫和為迪士尼久經考驗的公式增添新鮮深度的立體標誌性角色，《海洋奇緣》真正成為適合家庭的歷代冒險。」。Metacritic得分為81，表示「普遍好評」。多半影評人對於電影的故事方向、劇情、配音演出、視覺效果、動畫及音樂等多方面都有著高度讚譽。
2022年5月，《IndieWire》列出21世紀最佳41部動畫電影名冊裡，本片排名第27名。2023年8月，爛番茄整理出「2010年代最佳50部動畫電影排行榜」，《海洋奇缘》名列該榜單的第7名。

### 票房
北美方面，首週末票房高達5550萬美元，位居當週票房冠軍。第二週，再以2837萬美元登冠。第三週，又以1884萬美元蟬聯冠軍。
中国大陆方面，首周票房8548万人民币，不敌《神奇动物在哪里》和《我不是潘金莲》，仅列第三。最终累计2.26亿。
台灣方面，最終全台票房為新台幣1.07億元。
| 上一届： 《怪獸與牠們的產地》 | 2016年美國週末票房冠軍 第48-50周 | 下一届： 《星際大戰外傳：俠盜一號》 |

## 爭議
故事主角之一的毛伊（Maui）因外形過於肥胖而遭波利尼西亞人抗議，指迪士尼把波利尼西亞人描繪像「半豬半河馬」，令波利尼西亞人的形象受損。
此外，迪士尼所推出的毛伊萬聖節服裝亦被認為不尊重棕色人種及波利尼西亞文化，與當地的毛伊形象大為不同而飽受惡評。

## 衍生作品

### 真人電影
2023年4月，根據《好萊塢報導》透露，華特迪士尼影業正在開發真人版《海洋奇緣》。該電影將由巨石強森、丹妮·賈西亞和海雲·加西亞（Hiram Garcia）透過其製作公司七塊錢製片公司負責製作，Flynn Pictures Co.的博·弗林也參與製作。奧莉伊·卡拉瓦爾侯和斯科特·謝爾登擔任執行製片人，劇本由傑瑞·布希編寫。巨石強森將回歸飾演毛伊一角。
迪士尼真人電影部門總裁尚恩·貝利透露，儘管動畫版距今僅七年，但迪士尼百年慶典促成了迅速重製電影的決定。電影將由托馬斯·凱爾執導。卡拉瓦爾侯不會回歸飾演莫娜一角。該片原計劃於2025年6月27日在美國上映，但因動畫版本的續作《海洋奇緣2》而延期至2026年7月10日上映。
2024年6月12日，宣布新人演員凱瑟琳·拉加艾亞（Catherine Laga‘aia）將飾演主角莫娜。其他演員包括约翰·图伊飾演莫娜的父親圖伊酋長，法蘭基·亞當斯飾演母親西娜，以及蕾娜·歐文飾演祖母塔拉。

## 另見
- 莫阿娜之家（英语：House of Moana）
- 毛伊
- 毛伊 (夏威夷神話)（英语：Māui_(Hawaiian_mythology)）
- 波利尼西亞神話（英语：Polynesian_mythology）
- 波利尼西亞人的航海
- 波利尼西亚人
- 南岛民族

## 備註
1. ↑  「Moana」直譯「莫阿娜」，在毛利語和夏威夷語中皆有「大海」的意思（尤指開放寬廣的海域）
2. ↑  在歐洲國家，「Moana」是被註冊過的品牌名稱，所以女主角名字和片名改為「Vaiana」。在義大利，因「Moana」跟成人片女星撞名，所以片名改為「Oceania」，在義大利語的意思為「大洋洲」。女主角名字與歐洲國家一致。「Vai」的意思是「水」，而「Moana」的意思是「海洋」，其含義最終是相同的。
3. ↑  中文主題曲《海洋之心》，中國大陸跟臺灣皆採陳少琪填詞版本，歌手詮釋方式不同。

## 外部連結
- 互联网电影数据库（IMDb）上《海洋奇缘》的资料（英文）
- 爛番茄上《海洋奇缘》的資料（英文）
- Metacritic上《海洋奇缘》的資料（英文）
- Box Office Mojo上《海洋奇缘》的資料（英文）
- AllMovie上《海洋奇缘》的资料（英文）
- 開眼電影網上《海洋奇缘》的資料（繁體中文）
- 豆瓣电影上《海洋奇缘》的資料 （简体中文）
- 时光网上《海洋奇缘》的資料（简体中文）